# Solenysa yambaruensis
Espèce
Solenysa yambaruensis est une espèce d'araignées aranéomorphes de la famille des Linyphiidae.

## Distribution
Cette espèce est endémique de l'archipel Nansei au Japon,. Elle se rencontre sur Okinawa et Kume-jima.

## Description
Le mâle holotype mesure 1,24 mm et la femelle paratype 1,25 mm.

## Systématique et taxinomie
Cette espèce a été décrite par Ballarin et Eguchi en 2025.

## Étymologie
Son nom d'espèce, composé de yambaru et du suffixe latin -ensis, « qui vit dans, qui habite », lui a été donné en référence au lieu de sa découverte, le parc national de Yanbaru.

## Publication originale
- Ballarin, Liao, Touyama & Eguchi, 2025 : « Review of the spider genus Solenysa Simon, 1894 in western Japan and Central Ryukyu with the description of three new species (Araneae, Linyphiidae). » ZooKeys, vol. 1232, p. 97-130 (texte intégral).